# Cazzo Film
La Cazzo Film è una casa di produzione cinematografica, con sede a Berlino, che produce e distribuisce film pornografici a tematica gay.

## Storia
La "Cazzo Film" è stata fondata nel 1996 dai tedeschi Jörg Andreas e Jürgen Brüning e il primo film realizzato è stato Berlin Techno Dreams. Da allora l'azienda ha realizzato oltre 50 film sotto il marchio Cazzo che racchiude tra l'altro i marchi Coxxx, Prick e Spielfilme.
Jörg Andreas oltre ad essere comproprietario dello studio ne è stato anche un prolifico regista. Jürgen Brüning nel 2003, dopo aver realizzato come regista alcuni film Cazzo, ha creato un proprio studio la Wurstfilm. Tra gli altri sceneggiatori e registi della Cazzo film si possono annoverare Bruce LaBruce, Hans Peter Hagen e Sven Jungbluth.
La Cazzo Film ha creato due linee di prodotto, una "softcore" e una "hard" o X-rated. Quella "softcore" ha contenuti sessuali più celati mentre la "hardcore" dedica maggiore attenzione e visibilità al rapporto sessuale esplicito. La Bruce ha diretto sia film softcore che film X-rated in particolare la Cazzo film ha registrato Skin Gang un rivisitazione delle vicende di un gruppo di skinheads, con medesima storia e attori, in versione hard del film Skin Flick da lui prodotto per Spielfilme nel 1999. La pellicola ha fatto molto scalpore poiché tratta in maniera molto forte il tema del sadomasochismo: appaiono scene di violenza, tortura e stupri, nonché scene di masturbazione con eiaculazione sul Mein Kampf di Adolf Hitler.
Nel 2006 LaBruce ha prodotto per il marchio Coxxx il film The Revolution Is My Boyfriend che è la continuazione X-rated di The Raspberry Reich prodotto per la  Peccadillo Pictures di Londra.
La Cazzo Film vende i suoi prodotti in tutta l'Europa e negli Stati Uniti d'America ha accordi commerciali con varie ditte pornografiche gay per la distribuzione dei propri prodotti. Alcune produzioni sono distribuite in tutto il mondo dalla Raging Stallion Studios di San Francisco.
Nel 2009 in seguito ad un accordo commerciale e di marketing con la PlanetRomeo B.V. alcune produzioni vengono pubblicate su GayRomeo.

## Attori di rilievo
Tra gli attori che sono apparsi in diversi film prodotti dalla Cazzo Film si possono ricordare Thom Barron, Jens Hammer, Fred Faurtin, Tim Kruger, Christoph Scharff, Marcel Schlutt, Andreas Stich e Tim Vinzent. Molti di questi attori hanno lavorato anche con altri studi.

## Premi e riconoscimenti
La Cazzo Film ha vinto numerosi premi, tra cui un "Grabby" premio per il miglior video internazionale nel 2005 per Countdown (Conto alla rovescia). Questo film distribuito dalla americana Centauro film è stato realizzato nel 2004 ed è stato anche nominato a sei GayVN Awards.
Nel 2007 la Cazzo Film ha anche vinto diversi European Gay Porn Awards.

## Film selezionati
- Authentic Adventures (1997)
- Kraftsport (1999)
- Deviant Detours (2001)
- Heartbreak Hotel (2003)
- Pür (2005)
- Impressive Impacts (2007)